# فايزة أبو النجا
فايزة أبو النجا هي المستشار الحالي لرئيس جمهورية مصر العربية لشئون الأمن القومي، من مواليد 12 نوفمبر 1951 في مدينة بورسعيد. شغلت سابقاً منصب وزيرة دولة للشؤون الخارجية في وزارة عاطف عبيد، ثم وزيرة التعاون الدولي في وزارتي أحمد نظيف الأولى والثانية ثم وزيرة التخطيط والتعاون الدولي في وزارات أحمد شفيق وعصام شرف وكمال الجنزوري الثانية. في 5 نوفمبر 2014 أصدر الرئيس المصري عبد الفتاح السيسي قراراً جمهورياً بتعيينها مستشاراً لرئيس الجمهورية لشئون الأمن القومي، لتصبح السيدة الأولى في مصر التي تتولى هذا المنصب.

## مسيرتها المهنية
شغلت في الفترة من 1999 حتى نهاية 2001 منصب مندوب مصر الدائم لدى الأمم المتحدة في جنيف وكافة المنظمات الدولية في المدينة السويسرية. كما شغلت منصب مندوب مصر الدائم لدى منظمة التجارة العالمية، ومؤتمر نزع السلاح، وهكذا ومرة أخرى تصبح أول سيدة في مصر تشغل أي من هذه المناصب. وقد لعبت أبو النجا من خلال هذه المناصب دوراً مؤثرا عبر مشاركتها في العديد من المؤتمرات الدولية الهامة، والتي كان من أهمها المؤتمرات الوزارية لمنظمة التجارة العالمية في كل من سياتل 1999والدوحة 2001، ومؤتمر مراجعة معاهدة منع انتشار الأسلحة النووية في نيويورك 2000، ومؤتمر الأمم المتحدة العاشر للتجارة والتنمية في بانكوك 2000.
وخلال الفترة من 1997 حتى 1999، شغلت فايزة أبو النجا منصب نائب مساعد وزير الخارجية للعلاقات الأفريقية الثنائية، حيث لعبت دوراً بارزاً في تحسين علاقات التعاون بين مصر والدول الأفريقية. واعترافاً بإسهاماتها العديدة لصالح أفريقيا، تم التنويه بها في كتاب الدكتور/ شارون فريمان «حوار مع قيادات نسائية أفريقية قوية : الإلهام، والدافع، والإستراتيجية» باعتبارها واحدة من القيادات النسائية الأحد عشر الأكثر قوة في أفريقيا.
ونظراً لعلاقات العمل الممتدة مع الدكتور بطرس بطرس غالي، عندما كان وزيراً للدولة للشئون الخارجية، تم اختيار أبو النجا، بصفتها الدبلوماسية المصرية الوحيدة للعمل معه كمستشار خاص عندما تم انتخابه أمينا عاما للأمم المتحدة عام 1992.
وفي عام 1987، انضمت أبو النجا إلى فريق الدفاع المصري برئاسة السفير نبيل العربي في لجنة هيئة تحكيم طابا في جنيف، والتي أصدرت حكمها لصالح مصر بعد جلسات استماع قانونية ودبلوماسية طويلة وشاقة، مما أدى إلى استعادة مصر لشبه جزيرة سيناء بالكامل.
وقد بدأت أبو النجا مشوارها المهني بالانضمام إلى السلك الدبلوماسي عام 1975، وذلك عندما التحقت بالعمل في وزارة الخارجية المصرية. وكانت أولى مهامها في الخارج هي عضوية البعثة الدائمة لمصر لدى الأمم المتحدة في نيويورك، حيث مثلت مصر في اللجنة الأولى للجمعية العامة للأمم المتحدة المعنية بنزع السلاح والأمن الدولي، وكذلك في اللجنة الثالثة المعنية بموضوعات الحقوق الاجتماعية وحقوق الإنسان.
انتخبت فايزة أبو النجا عام 2010 كعضو بمجلس الشعب عن مدينة بورسعيد، حيث فازت باحد المقعدين المخصصين للنساء عن المحافظة.
وفي 5 نوفمبر عام 2014 أصدر الرئيس عبد الفتاح السيسى قراراً جمهورياً بتعيين فايزة أبو النجا مستشاراً للرئيس لشئون الأمن القومى.